# Jabo Starks
John „Jabo“ Starks (auch Jab'o, sprich: Dschäbb-ou; * 25. oder 26. Oktober 1938 in Jackson, Clarke County oder Mobile, Alabama; † 1. Mai 2018 in Mobile) war ein US-amerikanischer Funk- und Blues-Schlagzeuger. Gemeinsam mit Clyde Stubblefield prägte er den Schlagzeug-Groove der James-Brown-Bands und entwickelte den Funk-Stil am Schlagzeug mit.

## Leben
Jabo wuchs mit vier Geschwistern in Prichard auf und besuchte die High School in Plateau nahe Chickasaw. In seinem Elternhaus kam er früh mit Blues und Gospel in Berührung. Beim Betrachten eines Mardi-Gras-Umzuges in Mobile wurde 1952 sein Interesse am Schlagzeugspiel geweckt. Nachdem er 1955 die High School abgeschlossen hatte, begann Jabo bald im Harlem Duke Social Club in Mobile mit Blues-Größen wie John Lee Hooker, Smiley Lewis, Gatemouth Brown und Big Mama Thornton zu jammen – ohne jemals Unterricht absolviert zu haben.
Eine wichtige Karrierechance eröffnete sich ihm, als ihn Bobby Bland 1959 als Nachfolger von Sonny Freeman, der zu B.B. King wechselte, in seine Band holte. Jabo bezeichnete die Zeit bei Bobby Bland als seine Lehrjahre. Er wirkte als Schlagzeuger bei einigen von Blands größten Erfolgen mit, so z. B. Turn On Your Love Light, I Pity the Fool und That's the Way Love Is. Am 2. Januar 1966 verließ er die Band, nachdem James Brown ihm ein Angebot gemacht hatte. Neben dem zweiten Haupt-Drummer Clyde Stubblefield, der zwei Wochen nach ihm engagiert wurde, vervollständigte er die so wichtige Rhythmussektion von James Brown. Dieser, hocherfreut über das Engagement von Jabo Starks, nahm 1966 einen ihm gewidmeten Song auf – Jabo. Nachdem 1970 fast alle Mitglieder – neben Maceo Parker, Pee Wee Ellis und anderen prägenden Figuren des frühen James-Brown-Sounds auch Clyde Stubblefield – die Band verlassen hatten, war Jabo alleiniger Schlagzeuger der neuen Gruppe um Bootsy Collins, die als J.B.’s auch eigene Platten veröffentlichten. Starks Spiel ist unter anderem auf den James-Brown-Klassikern The Payback, Sex Machine, und Super Bad verewigt. 1975 beschloss er, James Brown zu verlassen und Teil der B.B.-King-Band zu werden; ein Zug, mit dem auch ein Stilwechsel vom Funk zum Blues verbunden war. Bei ihm spielte er für einige Jahre.
Jabo Starks Schlagzeugspiel lebt in modernen Musikrichtungen wie dem Hip-Hop fort: Mit Clyde Stubblefield zählt er zu den meist gesampelten Schlagzeugern. Zu Stubblefield verband ihn seit ihrer James-Brown-Zeit eine tiefe Freundschaft. Der Rolling Stone listete die beiden gemeinsam auf Rang sechs der 100 größten Schlagzeuger aller Zeiten.
Starks lebte in Grayton Beach (Florida) und Mobile.